# Émile Delahaye

Émile Delahaye

Émile Delahaye (* 16. Oktober 1843 in Tours; † 1. Juni 1905 in Vouvray) war französischer Unternehmer, Automobilpionier und Gründer von Automobiles Delahaye.

## Leben
Er hat bis 1869 an der Arts et Métiers Ingenieurschule in Angers studiert. Mit 30 Jahren heiratete er Olympe Blanchet, ebenfalls aus Tours. Er war in einer kleinen Gießerei von Louis Brethon tätig, die er 1879 oder 1887 erwarb. Ab 1882 stellte er Gasmotoren her. 1894 begannen Versuche, eigene Automobile herzustellen, die 1895 zum ersten Fahrzeug führten. Die Serienproduktion begann. 1896 nahm er am Rennen von Paris–Marseille–Paris teil und erreichte Platz 10. 1897 ging er eine Partnerschaft mit Georges Morane ein. 1897 wurde die Fahrzeugproduktion nach Paris verlegt.
1901 zog sich Delahaye wegen seines Alters und seiner angeschlagenen Gesundheit aus dem Arbeitsleben zurück. 1905 starb er in Vouvray.